# Jean-Louis Mourier

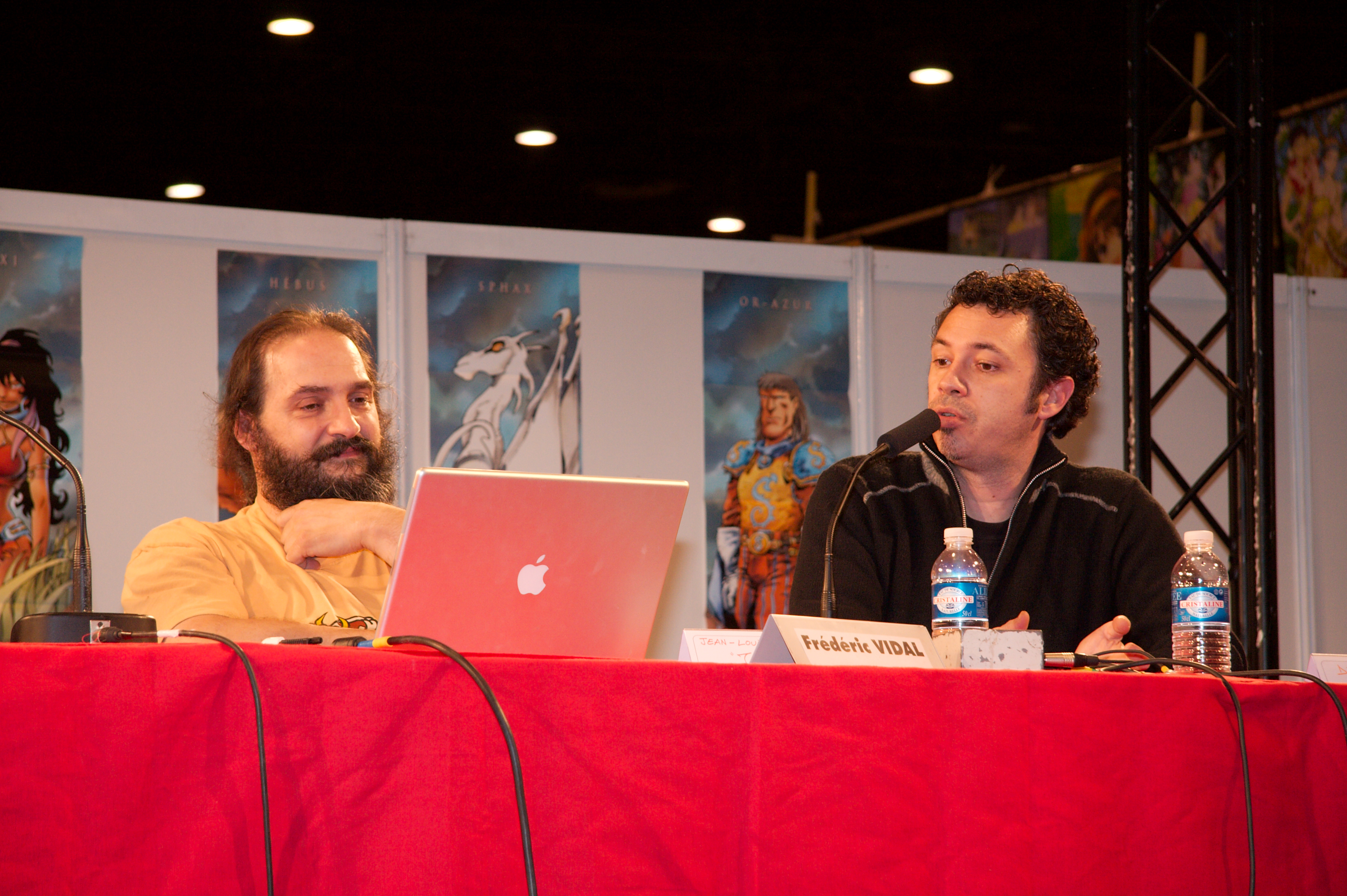
Jean-Louis Mourier und Didier Tarquin in Chibi Japan Expo 2007.

Jean-Louis Mourier (* 6. November 1962 in Paris) ist ein französischer Comiczeichner.
Jean-Louis Mourier wurde schon als Kind von Malerei geprägt. Durch seinen Vater wurden ihm Comics – frankobelgische Klassiker, aber auch US-Comics – nähergebracht. 1979 begann er ein Studium der angewandten Kunst, später der Werbegraphik. Nach fünf Jahren schloss er sein Studium mit einem Diplom ab und begann in einer Werbeagentur zu arbeiten. 1987 veröffentlichte er erste Comicarbeiten. Sein erstes komplettes Comicheft gestaltete er mit Claire Bretécher über das Leben von Auguste Rodin für das Musée Rodin.
Nachdem er von Paris nach Südfrankreich gezogen war, traf er in Marseille auf Scotch Arleston. Ein erstes gemeinsames Projekt wurde Die Feuer von Askell, später das Spin-off zu Lanfeust von Troy, Troll von Troy.